# Philodendron discretivenium
Philodendron discretivenium är en kallaväxtart som beskrevs av Thomas Bernard Croat och D.C.Bay. Philodendron discretivenium ingår i släktet Philodendron och familjen kallaväxter.
Artens utbredningsområde är Colombia. Inga underarter finns listade.